# 布氏棘鯛
布氏棘鯛（学名：Acanthopagrus butcheri）為輻鰭魚綱鱸形目鱸亞目鯛科的其中一種，分布於澳大利亚维多利亚州、西澳大利亚州与南澳大利亚州的淡水、半鹹水及鹹水域。本魚背部和体侧青铜色或金棕色，腹部和脸颊为白色。本鱼有绿色光泽，但在死亡后一段时间会褪去。该鱼體長可達60公分，棲息在沿海、溪流、湖泊、河口區，会在繁殖季前往河流上游产卵。该鱼并不挑食，会因生活环境不同而取食不同的猎物。其食物主要包括藻类、软体动物、环节动物、小鱼和昆虫。布氏棘鲷的主要天敌是大型鱼类和水鸟。
布氏棘鲷在澳洲是一种经济鱼类，其中维多利亚州的吉普斯兰湖尤其盛产该鱼。此外，由于其生活在沿岸水域且反抗剧烈，布氏棘鲷亦是一种颇受欢迎的游钓鱼，甚至有鱼塘为吸引钓客人工养殖该鱼。为保护其种群数量，各州份均有针对该鱼的保护政策。

## 物种命名
布氏棘鲷目前被分为鲷科棘鲷属的20种鱼类之一。最初科学家认为该鱼和澳洲棘鲷是同一种鱼类，被称为“银鲷”（silver bream）。在1940年代，墨尔本大学的鱼类学家阿尔佛雷德·布切在整理资料时发现维多利亚州吉普斯兰湖中的银鲷种群繁殖习性与其他海域有所不同。1949年，CSIRO的鱼类学家伊恩·斯塔福德·羅斯·芒羅在一篇讨论澳大利亚海域鲷鱼的论文中指出该鱼和澳洲棘鲷存在牙齿形状、体色和头部形状等一系列形态差异，并非同一物种。他以布切的名字将其命名为Mylio butcheri，并指定一份来自于吉普斯兰湖的标本为正模 。。此后该鱼被合并至棘鲷属，学名也因此变为Acanthopagrus butcheri
布氏棘鲷在原产地的俗名较多，包括“黑鲷”（black bream）、“珀斯鲷”（Perth bream）、“吉普斯兰鲷”（Gippsland bream）等，而超过1公斤的成年个体则因其淡蓝色光泽也会被称为“蓝鼻鲷”（blue-nose bream），而澳大利亚联邦政府称其为“黑鲷”。学术上，为避免与黑椎鲷混淆，该鱼在英文文献中常被称为“南方黑鲷”（southern black bream）。

## 外貌描述
布氏棘鲷的背部和体侧为青铜色或金棕色，腹部和脸颊为白色，有暗色的鱼鳍。新鲜的布氏棘鲷有绿色的光泽 。布氏棘鲷体深且略扁，腹背两侧的轮廓有相同的弯曲 。其嘴在同体型的鱼类中属中等大小，内有六颗钉状门牙。该鱼上颚后部有4-5颗一组臼齿，在下颚则是3-4颗一组，且越靠前的臼齿越小。
布氏棘鲷的鳞片较大，形状上一般为圆鳞或特征不明显的栉鳞。布氏棘鲷的鱼头除去鳃盖外均没有鳞片。该鱼背鳍前端位于鳃盖后部，长有软条和棘刺各10-13根；该鱼的臀鳍前有8-10根软条，后有3根棘刺；腹鳍为暗橄榄色，有1根大棘刺和5-6根软条。布氏棘鲷的背鳍后部、臀鳍和尾鳍根部有一覆有鳞片的保护层。布氏棘鲷最长可长到60厘米长，重4公斤，但绝大多数个体体长仅为23厘米左右，重2公斤。
布氏棘鲷的易混种包括澳洲棘鲷、西方黄鳍棘鲷和平鲷。这些物种与布氏棘鲷的区别分别是：
- 澳洲棘鲷的鱼鳍为黄色；
- 西方黄鳍棘鲷的腹部为黄色，尾鳍较低；
- 平鲷有水平的黄色条纹。

## 物种分布
布氏棘鲷是澳大利亚南部的独有鱼种，分布范围西至西澳大利亚州的鲨鱼湾，东至维多利亚州的马拉库塔，南至塔斯马尼亚。该鱼多分布于近岸水域，但也有出现于大陆架深处礁石的记录。布氏棘鲷常见于河口湾，并会在繁殖季逆流而上进入淡水，在沿海湖泊和间歇性河口湾中亦能觅其踪影。在淡水和河口湾水域的布氏棘鲷会在突堤、枯木、岩石和牡蛎养殖场附近寻找庇护所，而沿海湖泊中的布氏棘鲷则多出没于空旷的泥质或沙质湖床上 。布氏棘鲷罕见于海洋中，但常被潮水从溪流冲入大海。海生种群多生活于近海的岩礁。
布氏棘鲷尤其常见于维多利亚州南部的众多河口湾以及吉普斯兰湖和泰尔斯湖等沿海湖泊中，在近海水域亦有繁盛的种群。该鱼在西澳大利亚州南部亦十分常见。金矿-斯佩兰斯区的库汉河湾和斯托克斯河湾均有庞大的布氏棘鲷种群。布氏棘鲷在南澳大利亚州种群较少。该州的种群主要在库荣国家公园和袋鼠岛繁殖。阿德莱德大学的学者推测其种群数量的差异可能是由于南澳大利亚州缺少适宜的栖息地，例如河口湾和溪流。然而，布氏棘鲷曾出现于该州一些出乎意料的水域，例如圣文森特湾和斯特里奇湾。

## 生态与习性

### 觅食
布氏棘鲷是不挑食的杂食动物 ，猎物种类众多，包括各种固着生物、穴居生物、底栖生物和浮游生物。该鱼的捕猎对象在各季节差别不大，但在同时遭遇两种不同猎物时会有一定的偏好.。布氏棘鲷的主要猎物为虾、蟹、片脚类和桡脚类等甲壳动物以及各种环节动物。其强有力的下颚可用来咬碎贻贝和鸟蛤的硬壳。布氏棘鲷也会捕食鳀鱼和鰕虎鱼等小型鱼类。石莼属的藻类亦是其重要的食物。生活于河流上游的个体则会依其生活的动物群不同而捕食不同的猎物，一般包括各种昆虫、蝌蚪、丰年虾、硬头鱼和螺类。一项对西澳大利亚州天鹅河的布氏棘鲷种群的调查显示该鱼捕食的猎物会随年龄变化。体长小于10厘米的个体主要以小型贝类、环节动物和片脚类为食，而较大的个体则会捕食更多的螃蟹和真骨鱼类。
布氏棘鲷在捕食时会在水底上方头朝下地游动，寻找沉积物中的猎物。布氏棘鲷鲜少会咀嚼猎物，往往会将其整个囫囵吞下。

### 生命周期
各地区布氏棘鲷性成熟的年龄不一，其中西澳大利亚州和南澳大利亚州的个体多在2-3岁即成熟，而维多利亚州的个体在5岁时方成熟。雌鱼一般会比雄鱼晚一年达到性成熟。各地区的繁殖期亦有所不同：西澳大利亚州的种群在7月至11月繁殖；维多利亚州的种群在10至11月间繁殖；南澳大利亚州种群的繁殖期则为11月至来年1月。在繁殖期，布氏棘鲷会洄游至河流上游产卵。一条鱼一次可产下300万枚受精卵。新产下的鱼卵很小，在孵化前会随波逐流约两日。布氏棘鲷的鱼苗会在河流、河口湾或是浅海生活四年左右，且会在河口湾浅水区的海草床群游。海生的布氏棘鲷长至5岁时会迁徙至深水区，直至繁殖季再洄游至河流中以完成其生命周期。布氏棘鲷的寿命可达29岁。
较小水体中的布氏棘鲷种群常会出现雌雄同体的个体，即同时拥有功能正常的卵巢和睾丸。这些雌雄同体的个体亦可视情况转变为单一性别。该鱼偶尔会和同属的澳洲棘鲷杂交并诞下可存活的杂交种。杂交个体的特征介于父母之间，亦可和这两种棘鲷杂交。然而，自然界中澳洲棘鲷和布氏棘鲷的杂交极为罕见，仅发生于一处闭塞的沿岸湖泊中，故杂交个体目前尚不被承认为独立的种或是亚种。

### 天敌与寄生虫
除人类外，布氏棘鲷的天敌主要是各种水鸟，其中又以鹈鹕、小黑鸬鹚和普通鸬鹚为主。另外，各种鲨鱼、鳐鱼以及日本白姑鱼和宽头鲬等大型掠食性真骨鱼类也会捕食布氏棘鲷。布氏棘鲷的寄生虫包括数种桡脚类、鲺、等足类、水蛭、单殖纲动物。

## 同人类之间的关系

### 作为食用鱼
布氏棘鲷是维多利亚州和西澳大利亚州南部最重要的经济鱼类之一，而在南澳大利亚州由于种群数量较少故捕捞量较低。其中，维多利亚州的总捕捞量最高，而该州吉普斯兰湖的捕捞量又占该州总捕捞量的80%。自1880年代，布氏棘鲷就是该水域的主要渔获，仅在1920年代不及鲻鱼。时至今日，该湖布氏棘鲷的年捕捞量在200至400吨之间。西澳大利亚州的商业捕捞则主要位于库汉河湾和斯托克斯河湾。该州对布氏棘鲷的捕捞量在20世纪末经历过剧烈的起伏：在1970和80年代，该州的年捕捞量仅为26吨，而在1992-93年间则倍增至103.9吨，但又在2000年跌至28吨。南澳大利亚州的商业捕捞全部位于库荣地区，年捕捞量自19070年代起稳定在10-70吨之间。捕捞该鱼的方法包括流刺网、围网、曳网和手钓。捕获的布氏棘鲷一般作为整条鲜鱼或是切成鱼排在州内市场售卖。

### 作为游钓鱼
布氏棘鲷常生活于沿岸水域或是码头、岩堤附近，人们往往不须乘船即可垂钓该鱼，再加之其肉质上佳且在咬钩后反抗激烈，故一直受游钓者所青睐。据一项1979年的调查显示，西澳大利亚州的游钓者每年会捕获232吨的布氏棘鲷，是该州商业捕捞量最高值的两倍。然而，由于钓获放流的推广，这一数值已大不如前。一般来说钓客会在河口湾周围的桥墩、堤坝等人造结构上或是栖息有大量贝类和甲壳类的河岸附近垂钓布氏棘鲷。尽管布氏棘鲷较为贪吃，但在钓客常出没的水域垂钓该鱼难度极高。一般来说钓客会使用较轻的鱼线并装配沉子以避免惊吓布氏棘鲷。鱼饵方面，最理想的鱼饵是各种虾蟹和管虫制成的活饵，而用鸟蛤、对虾、蛤蜊等制成的冻饵效果亦不错。此外，自21世纪初起钓客也会使用形似鲦鱼或苍蝇的路亚。垂钓布氏棘鲷一般会使用2-4千克重的沉子和2.4-2.7米长的钓竿，而鱼钩尺寸则一般在2号和6号之间。

### 物种保护
布氏棘鲷自然分布范围内的三州均对其有一定保护措施。其中，南澳大利亚州和维多利亚州要求垂钓者必须放生小于30厘米的布氏棘鲷，而西澳大利亚州的相关规定则较为复杂：
- 首先，钓客须放生所有25厘米以下的布氏棘鲷；
- 其次，每昼夜每名钓客只能带走6条布氏棘鲷，多余渔获亦必须放生；
- 此外，该州天鹅河和坎宁河有特殊规定，每昼夜每名钓客只能带走2条超过40厘米的布氏棘鲷；
- 最后，布氏棘鲷为“近岸/河口湾鱼类组”的一员，每昼夜每名钓客最多只能带走16条属于该组的鱼类。

### 水产养殖
布氏棘鲷较为适应人工养殖环境，在其自然繁殖季无须添加激素即会繁殖且目前养殖技术非常完备。然而，由于其成长速度缓慢加之产肉量不高，布氏棘鲷几乎没有作为食用鱼的商业养殖价值。然而，一项1999年的研究指出布氏棘鲷可生活于食物充足且足够深的盐碱池中，故自21世纪起许多澳大利亚内陆的盐水鱼塘开始像养殖尖吻鲈和虹鳟等其他游钓鱼一样养殖布氏棘鲷以吸引钓客。许多养殖场亦会饲养布氏棘鲷并将其放生至河口湾中以恢复野生种群。此外，目前有通过人工选择来提升布氏棘鲷产肉量的研究，或能使其作为食用鱼的商业养殖成为可能。